# Руско-турска война (1568 – 1570)
Руско-турската война (1568 – 1570) или Астраханският поход (1569) е и военен конфликт между Руското царство и Османската империя. Причина за войната е Астраханското ханство.
През 1556 г. ханството е завладяно от Иван Грозни, който построява нова крепост на стръмния хълм над Волга. През 1568 г. Селим II започва първия сблъсък между Османската империя с нейния бъдещ северен съперник. Резултатите предвещават, че в бъдеще ще се породят нови причини за военни конфликти между страните.

## Причина
Планът да се обедини Волга и Дон чрез канал е разгледан детайлно в Цариград, и през лятото на 1569 г. огромна османска сила за времето си – 15 000 еничари, 2000 спахии, няколко хиляди азеби и акънджии, е изпратена, за да обсади Астрахан, за да започнат работите по канала, докато османският флот обсажда Азов.
Но част от гарнизона под командването на княз Серебянов, военния управител на Астрахан, отблъсква обсаждащите; руска помощна армия от 15 000 души атакува и разпръсква работниците и татарската сила (50 000 души), изпратена за тяхна защита, а накрая османският флот е и унищожен от буря. Походът се превръща в трагедия, най-вече поради неразвитото инженерно-военно дело към момента, изразяващо се в невъзможността да се осъществи подобен грандиозен замисъл.
В началото на 1570 г. посланиците на Иван Грозни сключват в Истанбул договор, който възстановява приятелските отношения между султана и царя.

## Значение
Този военен сблъсък остава ограничен и локален. Доста историци даже не го включват в списъка на руско-турските войни, понеже едва в края на XVII век, по повод руско-полско-османските противоречия след Андрусовското примирие (1667) /потвърдено с Вечен мир (1686)/ и Бучачския мир (1672), се създават търкания за земи и владения в днешна Украйна, които могат да станат причина за война. По тази причина този и военен конфликт, е обозначаван и като Астраханска експедиция (1569). 
Постоянни дипломатически връзки между Османската империя и Руската империя са установени едва в края на XVII век от Фазъл Ахмед паша, а дипломатически отношения с руско постоянно представителство в Константинопол, се установяват по силата на Константинополския мирен договор (1700) /от 1701 г./, при управлението на великия везир Хюсеин паша Кьопрюлю.